# Oumar Diakité
Oumar Diakité (* 20. Dezember 2003 in Bingerville) ist ein ivorischer Fußballspieler.

## Karriere

### Im Verein
Diakité begann seine Karriere bei ASEC Mimosas. Zur Saison 2020/21 rückte er in den Kader der ersten Mannschaft von ASEC. Mit dieser wurde er zu Saisonende prompt ivorischer Meister. Infolgedessen nahm er mit dem Klub in der Saison 2021/22 auch an der CAF Champions League teil und kam in dieser zu vier Einsätzen, ehe der Verein in der zweiten Qualifikationsrunde am CR Belouizdad scheiterte und in den CAF Confederation Cup umgestuft wurde.
Im Januar 2022 wechselte Diakité zum österreichischen Bundesligisten FC Red Bull Salzburg, bei dem er einen bis Juni 2026 laufenden Vertrag erhielt. In Salzburg sollte er allerdings zunächst für das zweitklassige Farmteam FC Liefering spielen. Im April 2023 stand er dann auch erstmals im Salzburger Profikader. Für Salzburg sollte er aber nie zum Einsatz kommen, für Liefering spielte er insgesamt 35 Mal in der 2. Liga und erzielte dabei zwölf Tore.
Zur Saison 2023/24 wechselte Diakité nach Frankreich zum Erstligisten Stade Reims.

### Nationalmannschaft
Im Juni 2022 wurde Diakité erstmals in den Kader der ivorischen Nationalmannschaft berufen, ohne zunächst zum Einsatz zu kommen. Sein Debüt feierte er im September 2023 bei einem Qualifikationsspiel für den Afrika-Cup 2024 gegen Lesotho und kam anschließend regelmäßig in der Nationalmannschaft zum Einsatz. Anfang 2024 gehörte er dem Kader der Elfenbeinküste für die Hauptrunde des Afrika-Cups an, den die Elfenbeinküste schließlich gewinnen konnte, und bestritt dabei fünf der sieben Turnierspiele.

### Erfolge
- Afrikameister: 2024
- Ivorischer Meister: 2021